# Live MOS
Live MOS 感應器是NMOS影像感應器的商標名稱, 它是Leica、Panasonic和Olympus於2006年開始，專用於它們的4/3鏡頭系統的影像感應器，使用它的相機包括Olympus E-330、Panasonic Lumix DMC-L1、Panasonic Lumix DMC-L10、Panasonic Lumix DMC-G1和Leica Digilux 3 GH4。它是由Panasonic開發的，其聲稱可以擁有CMOS的低耗電的優點下，有等同CCD的影像質素。
由於Live MOS的低耗電，所以使用4/3規格的相機可以增加Live View的功能（Olympus 的 E-400、E-410 和 E-500 除外）。

## 連結
- Tech into. at Panasonic
- News at DCViews （页面存档备份，存于）